# برستال (ساسکاچوان)
برستال (به انگلیسی: Burstall) یک منطقهٔ مسکونی در کانادا است که در ساسکاچوان واقع شده‌است. برستال ۱٫۱۱۴۸ کیلومتر مربع مساحت و ۳۰۰ نفر جمعیت دارد.